# Паскал Шимбонда
Паскал Шимбонда (на френски: Pascal Chimbonda) е френски футболист, защитник.
Кариерата му започва в Льо Авър АК, като през 1999 г. преминава в СК Бастия. След преминаването му във ФК Уигън Атлетик през 2005 г. той прави истински фурор в Премиършип, като е избран в отбора на сезона, като още на следващия сезон се озовава във ФК Тотнъм Хотспър за сумата от 10 мил евро. През сезон 2006/2007 за Тотнъм има 51 мача с отбелязан 1 гол. През лятото на 2008 г. преминава в АФК Съндърланд. Дебютира с националната фланелка на Франция през 2006 г. като е част от националния отбор на Франция на световното първенство по футбол в Германия през 2006 г.